# Kopanina (województwo świętokrzyskie)
Kopanina – wieś sołecka w Polsce położona w województwie świętokrzyskim, w powiecie staszowskim, w gminie Staszów.
W latach 1975–1998 miejscowość administracyjnie należała do województwa tarnobrzeskiego.

## Dawne części wsi – obiekty fizjograficzne
W latach 70. XX wieku przyporządkowano i opracowano spis lokalnych części integralnych dla Kopaniny zawarty w tabeli 1.

| Nazwa wsi – miasta | Nazwy części wsi – miasta | Nazwy obiektów fizjograficznych – charakter obiektu                |
| ------------------ | ------------------------- | ------------------------------------------------------------------ |
| I. Gromada MOSTKI  |                           |                                                                    |
| 1. Kopanina        | —                         | 1. Poręby — pole, krzaki 2. Za Drogą — pole 3. Za Gościńcem — pole |